# Aire urbaine de Draguignan
L'aire urbaine de Draguignan est une aire urbaine française centrée sur les sept communes de l'unité urbaine de Draguignan. Composée de dix communes varoises, elle comptait 83 576 habitants en 2013.

## Composition
Voici la liste des communes françaises de l'aire urbaine de Draguignan.
| Nom                | Code Insee | Statut | Superficie (km2) | Population (dernière pop. légale) | Densité (hab./km2) |
| ------------------ | ---------- | ------ | ---------------- | --------------------------------- | ------------------ |
| Draguignan (siège) | 83050      |        | 53,75            | 40 789 (2022)                     | 759                |
| Ampus              | 83003      |        | 82,77            | 894 (2022)                        | 11                 |
| Les Arcs           | 83004      |        | 54,26            | 7 844 (2022)                      | 145                |
| Châteaudouble      | 83038      |        | 40,91            | 476 (2022)                        | 12                 |
| Figanières         | 83056      |        | 28,17            | 2 683 (2022)                      | 95                 |
| Flayosc            | 83058      |        | 45,95            | 4 514 (2022)                      | 98                 |
| La Motte           | 83085      |        | 28,12            | 3 050 (2022)                      | 108                |
| Le Muy             | 83086      |        | 66,58            | 9 882 (2022)                      | 148                |
| Trans-en-Provence  | 83141      |        | 16,99            | 6 595 (2022)                      | 388                |
| Vidauban           | 83148      |        | 73,93            | 12 712 (2022)                     | 172                |

### Évolution de la composition
- 1999 : Pôle urbain de trois communes (Draguignan, Flayosc et Trans-en-Provence) et trois communes monopolarisées (Ampus, Châteaudouble et Figanières)
- 2010 : Les Arcs, La Motte, Le Muy et Vidauban rattachés à l'unité urbaine de Draguignan